# Юпп Капелльман
Юпп Капелльман (нім. Jupp Kapellmann, нар. 19 грудня 1949, Вюрзелен) — німецький футболіст, що грав на правому фланзі на позиціях захисника і  півзахисника.
Виступав, зокрема, за клуби «Кельн» та «Баварія», а також національну збірну Німеччини.
Чемпіон Німеччини. Триразовий володар Кубка європейських чемпіонів. Володар Міжконтинентального кубка. 

## Клубна кар'єра
У дорослому футболі дебютував 1968 року виступами за команду клубу «Алеманія» (Аахен), в якій провів два сезони, взявши участь у 42 матчах чемпіонату. 
Своєю грою за цю команду привернув увагу представників тренерського штабу клубу «Кельн», до складу якого приєднався 1970 року. Відіграв за кельнський клуб наступні три сезони своєї ігрової кар'єри. Більшість часу, проведеного у складі «Кельна», був основним гравцем команди.
У 1973 році уклав контракт з клубом «Баварія», у складі якого провів наступні шість років своєї кар'єри гравця. Граючи у складі мюнхенської «Баварії» також здебільшого виходив на поле в основному складі команди. Протягом своїх перших трьох сезонів у Мюнхені допомагав «Баварії» тричі поспіль виборювати Кубок європейських чемпіонів.
Завершив професійну ігрову кар'єру у клубі «Мюнхен 1860», за команду якого виступав протягом 1979—1981 років.

## Виступи за збірну
У 1973 році дебютував в офіційних матчах у складі національної збірної Німеччини. Протягом кар'єри у національній команді, яка тривала усього 2 роки, провів у формі головної команди країни лише 5 матчів.
У складі збірної був учасником чемпіонату світу 1974 року у ФРН, на якому німці здобули титул чемпіонів світу. Втім на турнірі жодного разу на поле не виходив.

## Титули і досягнення
- Чемпіон Німеччини (1): 1974
- Кубок європейських чемпіонів (3): 1974, 1975 і 1976
- Володар Міжконтинентального кубка (1): 1976
- Чемпіон світу: 1974